# Hatayspor
L'Hatayspor è una società polisportiva turca di Antiochia, nota soprattutto per la sua sezione calcistica, che milita nella Süper Lig, la massima divisione del campionato turco di calcio.
Il club, fondato nel 1967, ha come colori sociali il bianco e il rosso ed è attivo nel calcio, nella pallamano, nelle arti marziali, nel tennistavolo, nel wrestling, nella pallacanestro, nella pallavolo, nel nuoto, nel tiro con l'arco e nell'atletica leggera. Le sezioni più importanti sono quella calcistica, quella di arti marziali e quella di atletica.

## Storia
L'Hatayspor fu costituito nel 1967. Oltre al bianco (purezza) e al rosso (nobiltà) fu scelto come colore il verde (pace). I soci fondatori erano: Razik Gazel (presidente), Orhan Aksuyu (vice-presidente), Fatih Hocaoglu (direttore generale), Hosni Hatayli.
La squadra di calcio esordì nel campionato 1969-1970 sotto la guida dell'allenatore Ilker Tolon, salendo dalla terza alla seconda serie. Nel 1975-1976 retrocesse nuovamente in terza serie.
Nella stagione 1979-1980 tornò in seconda divisione, ma nel 1982-1983 vi fu una nuova retrocessione. Dal 1984, alla ripresa del campionato, la squadra militò per varie stagioni in terza serie.
Nella stagione 1989-1990 vinse il campionato di terza serie, salendo in seconda divisione, ma conobbe una nuova caduta nella stagione 1991-1992. Nella stagione 1992-1993, anno immediatamente successivo alla retrocessione, si laureò campione della terza divisione, tornando in seconda serie, dove rimase fino alla stagione 2001-2002, anno del nuovo declassamento in terza serie.
Nel 2007-2008 la squadra retrocesse in quarta divisione, dove militò sino al 2011-2012, quando vinse il campionato, facendo così ritorno in terza serie. Dopo due finali play-off perse nel 2012-2013 e nel 2013-2014, il tredicesimo posto del 2015-2016 e due semifinali play-off perse nel 2014-2015 e nel 2016-2017, nella stagione 2017-2018 l'Hatayspor riuscì a ottenere la promozione in seconda divisione, grazie al primo posto finale.
Nella stagione 2018-2019, ottenendo il terzo posto in TFF 1. Lig, la squadra ebbe accesso ai play-off per la promozione in massima serie, dove eliminò in semifinale l'Adana Demirspor, per poi uscire sconfitta dalla finale con il Gaziantep ai tiri di rigore. In Coppa di Turchia eliminò l'İstanbul Başakşehir, capolista della Süper Lig, agli ottavi di finale, grazie a un clamoroso 4-1 nella sfida di ritorno in casa dopo la sconfitta per 1-0 subita all'andata, ma ai quarti di finale fu eliminata dal ben più quotato Galatasaray, che prevalse, tuttavia, solo grazie alla regola dei gol fuori casa (2-0 per la squadra di Istanbul all'andata e 4-2 per l'Hatayspor ad Antiochia). Nella stagione 2019-2020 concluse al primo posto la TFF 1. Lig, venendo così promossa in Süper Lig per la prima volta.
Nel febbraio 2023, a seguito del devastante terremoto in Turchia e Siria del 2023, nel quale perdono la vita il giocatore dell'Hatayspor Christian Atsu, il direttore sportivo Taner Savut e altri cinque membri dello staff, la squadra di Antiochia, congiuntamente al Gaziantep, annuncia il proprio ritiro dal campionato di massima serie dopo la ventitreesima giornata del campionato, concedendo possibilità di svincolo a tutti i calciatori della rosa. I due club vengono riammessi al campionato nella stagione seguente.

## Stadio
Dal giugno 2021 il club gioca le gare casalinghe allo stadio nuovo di Hatay di Antiochia, impianto che ha una capienza di 25 000 posti a sedere.

## Organico

### Rosa 2024-2025
| N. |                           | Ruolo | Calciatore         |
| -- | ------------------------- | ----- | ------------------ |
| 1  | Turchia (bandiera)        | P     | Erce Kardeşler     |
| 2  | Turchia (bandiera)        | D     | Kamil Çörekçi      |
| 3  | Camerun (bandiera)        | D     | Guy Kilama         |
| 4  | Costa Rica (bandiera)     | D     | Francisco Calvo    |
| 5  | Turchia (bandiera)        | C     | Görkem Sağlam      |
| 6  | Turchia (bandiera)        | C     | Abdülkadir Parmak  |
| 7  | Nigeria (bandiera)        | C     | Funsho Bamgboye    |
| 8  | Rep. del Congo (bandiera) | C     | Chandrel Massanga  |
| 9  | Camerun (bandiera)        | A     | Vincent Aboubakar  |
| 10 | Svezia (bandiera)         | A     | Carlos Strandberg  |
| 11 | Nigeria (bandiera)        | A     | Jonathan Okoronkwo |
| 12 | Kosovo (bandiera)         | P     | Visar Bekaj        |
| 14 | Turchia (bandiera)        | C     | Rui Pedro          |

| N. |                       | Ruolo | Calciatore        |
| -- | --------------------- | ----- | ----------------- |
| 15 | Turchia (bandiera)    | D     | Burak Yılmaz      |
| 16 | Turchia (bandiera)    | C     | Selimcan Temel    |
| 17 | Senegal (bandiera)    | C     | Lamine Diack      |
| 22 | Turchia (bandiera)    | D     | Kerim Alıcı       |
| 25 | Turchia (bandiera)    | C     | Ali Yıldız        |
| 27 | Turchia (bandiera)    | D     | Cengiz Demir      |
| 31 | Turchia (bandiera)    | D     | Oğuzhan Matur     |
| 34 | Turchia (bandiera)    | P     | Demir Saricali    |
| 77 | Portogallo (bandiera) | C     | Joelson Fernandes |
| 78 | Turchia (bandiera)    | P     | Emir Daduk        |
| 88 | Turchia (bandiera)    | D     | Cemali Sertel     |
| 98 | Francia (bandiera)    | C     | Bilal Boutobba    |
|    | Turchia (bandiera)    | C     | Baran Sarka       |

## Partecipazione ai campionati nazionali
- Süper Lig: 2020-
- TFF 1. Lig: 1970-1976, 1980-1984, 1990-1992, 1993-2002, 2018-2020
- TFF 2. Lig: 1967-1970, 1976-1980, 1984-1990, 1992-1993, 2002-2008, 2012-2018
- TFF 3. Lig: 2008-2012

## Palmarès

### Competizioni nazionali
- TFF 1. Lig: 1

2019-2020
- TFF 2. Lig: 1

gruppo bianco: 2017-2018
- TFF 3. Lig: 4

1969-1970, 1989-1990, 1992-1993, 2011-2012

### Altri piazzamenti
- TFF 1. Lig:

Terzo posto: 2018-2019
- TFF 2. Lig:

Secondo posto: 2012-2013 (gruppo rosso)
Terzo posto: 2013-2014 (gruppo bianco), 2014-2015 (gruppo bianco)